# Meckenheim (Rhénanie-Palatinat)
Pour les articles homonymes, voir Meckenheim.
Meckenheim est une municipalité allemande située dans le land de Rhénanie-Palatinat et l'arrondissement de Bad Dürkheim.

## Jumelage
Lugny (Saône-et-Loire) (France) depuis 1980
| \| Meckenheim Lugny \| Localisation des communes jumelées de Lugny et de Meckenheim. |
| Meckenheim Lugny                                                                     |

## À découvrir
- Deutsche Weinstraße